# Some People Can Do What They Like
| Recensione                        | Giudizio    |
| --------------------------------- | ----------- |
| AllMusic                          | [ 2 ]       |
| Robert Christgau                  | C+          |
| The New Rolling Stone Album Guide | [ 4 ]       |
| Sputnikmusic                      | 3.5 (Great) |
| Dizionario del Pop-Rock           | [ 6 ]       |

Some People Can Do What They Like è il terzo album discografico del cantante Robert Palmer, pubblicato nell'ottobre del 1976.

## Tracce

### LP
Lato A
1. One Last Look – 4:11 (Bill Payne, Fran Tate)
2. Keep in Touch – 3:04 (Robert Palmer)
3. Man Smart, Woman Smarter – 2:35 (David Kleiber)
4. Spanish Moon – 5:55 (Lowell George)
5. Have Mercy – 3:49 (Don Covay)

Lato B
1. Gotta Get a Grip on You (Pt. II) – 3:57 (Robert Palmer, Alan Powell)
2. What Can You Bring Me – 3:40 (James Gadson)
3. Hard Head – 4:29 (John Watson)
4. Off the Bone – 2:19 (Phil Brown, Robert Palmer, Steve Smith)
5. Some People Can Do What They Like – 4:09 (Robert Palmer)

## Musicisti
- Robert Palmer - voce, accompagnamento vocale-cori
- Paul Barrere - chitarra, accompagnamento vocale-cori
- Freddie Harris - chitarra
- Carol Kaye - chitarra
- Freddie Wall - chitarra
- Bill Payne - tastiere, accompagnamento vocale-cori
- James Alan Smith - tastiere
- William "Smitty" Smith - tastiere
- Greg Carroll - armonica
- Art Smith - pennywhistle, ocarina
- Chuck Rainey - basso
- Pierre Brock - basso
- Richie Hayward - batteria, accompagnamento vocale-cori
- Spider Webb - batteria
- Jeff Porcaro - batteria
- Jody Linscott - congas, percussioni
- Sam Clayton - congas, percussioni
- Chili Charles - timbales
- Robert Greenridge - steel pans

Note aggiuntive
- Steve Smith - produttore
- Registrazioni effettuate al Clover Studios di Los Angeles, California (Stati Uniti)
- Phil Brown - ingegnere delle registrazioni, ingegnere del mixaggio
- Toby Scott - assistente ingegnere delle registrazioni
- Richard Digby Smith - ingegnere delle registrazioni aggiunto (brani: Some People Can Do What They Like, Keep in Touch e Hard Head)
- Mastering effettuato da George Marino al Sterling Sound di New York City, New York
- Connie De Nave - management
- Moshe Brakha - foto copertina album originale
- Ria Lewerke - design copertina album originale
- Quest'album è dedicato a Mongezi Feza[7]

## Classifica
Album
| Anno | Classifica            | Posizione raggiunta |
| ---- | --------------------- | ------------------- |
| 1976 | Official Albums Chart | 46                  |
| 1976 | Billboard 200         | 68                  |

Singoli
| Anno | Titolo del brano         | Classifica        | Posizione raggiunta |
| ---- | ------------------------ | ----------------- | ------------------- |
| 1977 | Man Smart, Woman Smarter | Billboard Hot 100 | 63                  |